# Saison 7 de Frasier
Chronologie
Saison 6 de Frasier Saison 8 de Frasier
Cet article présente le guide des épisodes de la septième saison de la sitcom Frasier.

## Épisode 1:Momma Mia
- États-Unis : 23 septembre 1999 sur NBC
- Belgique : 3 octobre 2012 sur Club RTL
- France : 24 août 2001 sur Serie Club

## Épisode 2:Le père de la mariée
- États-Unis : 30 septembre 1999 sur NBC
- Belgique : 4 octobre 2012 sur Club RTL

## Épisode 3:Souriez, vous êtes écouté
- États-Unis : 7 octobre 1999 sur NBC
- Belgique : 4 octobre 2012 sur Club RTL

## Épisode 4:Un tramway nommé... incandescence
- États-Unis : 14 octobre 1999 sur NBC
- Belgique : 5 octobre 2012 sur Club RTL

## Épisode 5:La nounou
- États-Unis : 21 octobre 1999 sur NBC
- Belgique : 5 octobre 2012 sur Club RTL

## Épisode 6:Les rivaux
- États-Unis : 4 novembre 1999 sur NBC
- Belgique : 8 octobre 2012 sur Club RTL

## Épisode 7:L'espoir fait vivre
- États-Unis : 11 novembre 1999 sur NBC
- Belgique : 8 octobre 2012 sur Club RTL

## Épisode 8:Feu docteur Crane
- États-Unis : 18 novembre 1999 sur NBC
- Belgique : 9 octobre 2012 sur Club RTL

## Épisode 9:Le piège apparent
- États-Unis : 25 novembre 1999 sur NBC
- Belgique : 9 octobre 2012 sur Club RTL

## Épisode 10:Frasier en a plein le dos (1/2)
- États-Unis : 9 décembre 1999 sur NBC
- Belgique : 10 octobre 2012 sur Club RTL

## Épisode 11:Les préparatifs de Noël (2/2)
- États-Unis : 16 décembre 1999 sur NBC
- Belgique : 10 octobre 2012 sur Club RTL

## Épisode 12:Le guerrier de la route
- États-Unis : 6 janvier 2000 sur NBC
- Belgique : 11 octobre 2012 sur Club RTL

## Épisode 13:Eh bien, chantez maintenant
- États-Unis : 13 janvier 2000 sur NBC
- Belgique : 11 octobre 2012 sur Club RTL

## Épisode 14:Trop belle pour Frasier
- États-Unis : 3 février 2000 sur NBC
- Belgique : 12 octobre 2012 sur Club RTL

## Épisode 15:Soirée à l'opéra
- États-Unis : 10 février 2000 sur NBC
- Belgique : 12 octobre 2012 sur Club RTL

## Épisode 16:À l'antenne avec Mary
- États-Unis : 17 février 2000 sur NBC
- Belgique : 15 octobre 2012 sur Club RTL

## Épisode 17:La dégustation
- États-Unis : 24 février 2000 sur NBC
- Belgique : 15 octobre 2012 sur Club RTL

## Épisode 18:Les hommes et les Blondes
- États-Unis : 23 mars 2000 sur NBC
- Belgique : 16 octobre 2012 sur Club RTL

## Épisode 19:Le boute-en-train matinal
- États-Unis : 6 avril 2000 sur NBC
- Belgique : 16 octobre 2012 sur Club RTL

## Épisode 20:Frasier fait du zèle
- États-Unis : 27 avril 2000 sur NBC
- Belgique : 17 octobre 2012 sur Club RTL

## Épisode 21:Vous me reconnaissez?
- États-Unis : 4 mai 2000 sur NBC
- Belgique : 17 octobre 2012 sur Club RTL

## Épisode 22:La face cachée de la Lune
- États-Unis : 11 mai 2000 sur NBC
- Belgique : 18 octobre 2012 sur Club RTL

## Épisode 23:Mariage en douce (1/2)
- États-Unis : 18 mai 2000 sur NBC
- Belgique : 18 octobre 2012 sur Club RTL

## Épisode 24:Mariage en douce (2/2)
- États-Unis : 18 mai 2000 sur NBC
- Belgique : 19 octobre 2012 sur Club RTL